# نمایش کاترین تیت
نمایش کاترین تیت (انگلیسی: The Catherine Tate Show) نام یک مجموعهٔ کمدی کوتاه تلویزیونی و محصول کشور بریتانیا می‌باشد. نمایش کاترین تیت برای نخستین بار توسط بی‌بی‌سی دو به روی آنتن رفت و سپس از طریق بی‌بی‌سی در سراسر جهان پخش شد. این نمایش تلویزیونی نامزد دریافت شش جایزهٔ بافتا، دو جایزهٔ کمدی بریتانیایی و یک جایزه امی شد.